# Clonixina
Clonixina (clonixinato de lisina) é um fármaco da classe dos anti-inflamatórios não esteroides (AINEs), com ação predominantemente analgésica. Tal como os demais AINEs, a clonixina actua pela inibição da enzima ciclo-oxigenase, um passo fulcral da cascata do ácido araquidónico.[carece de fontes?] Esta é a via metabólica que permite a síntese de prostaglandinas, que são um grupo de eicosanóides de importância fundamental na modulação da resposta inflamatória.
A administração de clonixina está indicada no tratamento de reumatismos crónicos degenerativos, algias neurológicas e neuromusculares, periartrites, tendinites, tenossinovites, bursites, dismenorreia, cefaleias e dor pós-operatória. Tal como grande parte dos outros AINEs, a clonixina não deve ser administrada a doentes com úlcera peptica activa ou lesões hepáticas ou renais. Os efeitos secundários da clonixia incluem: náuseas, vómitos, perda de cabelo, cefaleias, vertigens, tonturas, sensação de enfartamento ou de pirose, e mais raramente, hemorragia gastrointestinal. A clonixina não deve ser administrada a pacientes que tenham sido tratados com os seguintes medicamentos: outros AINEs, anti-coagulantes, diuréticos, pentoxifilina, ciclosporina, tacrolimus e levofloxacina.